# Sheldon (Missouri)
Pour les articles homonymes, voir Sheldon.
Sheldon est une ville située dans le comté de Vernon, dans le Missouri, aux États-Unis. La population était de 543 habitants au recensement de 2010.

## Géographie
Selon le Bureau du recensement des États-Unis, la ville a une superficie totale de 1,37 km2.